# لا ویکتوریا (اسپانیا)
لا ویکتوریا (به اسپانیایی: La Victoria) یک دهستان در اسپانیا است که در استان کوردوبا (اسپانیا) واقع شده‌است. لا ویکتوریا ۲۰ کیلومتر مربع مساحت و ۲٬۳۳۶ نفر جمعیت دارد و ۲۲۸ متر بالاتر از سطح دریا واقع شده‌است.